# Сан-Паоло-ди-Ези
Сан-Паоло-ди-Ези (итал. San Paolo di Jesi) — коммуна в Италии, располагается в регионе Марке, в провинции Анкона.
Население составляет 873 человека (2008 г.), плотность населения составляет 87 чел./км². Занимает площадь 10 км². Почтовый индекс — 60038. Телефонный код — 0731.
Покровителем коммуны почитается апостол Павел, празднование 25 января.

## Демография
Динамика населения:

## Администрация коммуны
- Официальный сайт: https://web.archive.org/web/20090208012436/http://www.comune.sanpaolodijesi.an.it/Engine/RAServePG.aspx